# Nether Largie North
Der Nether Largie North Cairn liegt 150 m nordöstlich von Nether Largie Mid und 500 m südwestlich des Steinhügels von Glebe im Tal von Kilmartin in Argyll and Bute in Schottland. Während der Ausgrabung von 1930 wurde er völlig abgetragen. Sein gegenwärtiges Aussehen ist das Ergebnis der Rekonstruktion. 

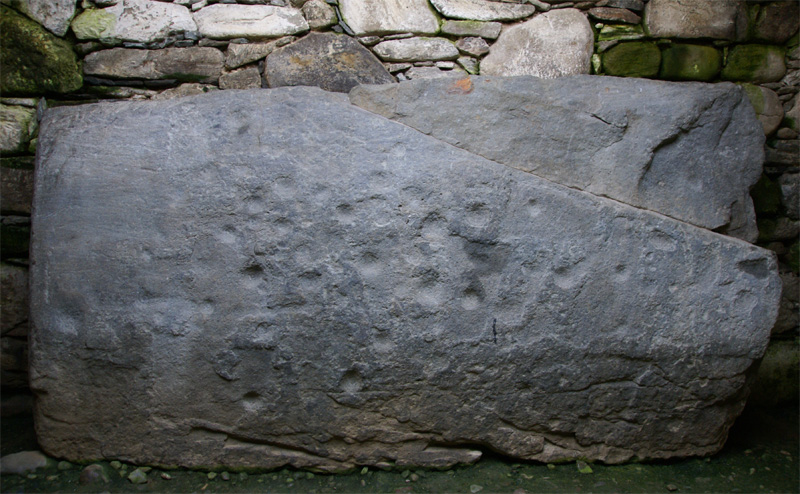
Nether Largie North

Der etwas ovale Steinhügel birgt zentral eine Steinkiste. Er maß 21,6 m × 20 m und war 2,7 m hoch. Er hatte keine Randsteine, aber Craw stellte fest, dass der Kern des Steinhügels (14 m × 13,4 m) innerhalb eines 2,4 m breiten mauerartigen Walls von sorgsam geschichteten Steinen lag. Er war außen 0,6 und innen 0,3 m hoch. 
Ein wenig nördlich des Hügelzentrums liegt eine nach Norden ausgerichtete massive Steinkiste, die in eine natürliche Kiesgrube platziert war. Die Deckplatte der Steinkiste liegt etwa 150 mm unter dem Niveau der Erdoberfläche. Die Kiste war zusätzlich durch 18 flache Platten geschützt, die völlig, oder partiell auf der Deckplatte lagen, Die Steinkiste ist 1,6 m × 0,65 m lang und 0,6 m tief. Die Unterseite der allseitig überstehenden 2,0 m × 1,07 m messenden Deckplatte trägt Schälchen (engl. cupmarks) und mindestens zehn Axtgravuren. Die Kiste enthielt Erde, in der ein menschlicher Zahn, etwas Ocker und einige Stücke Holzkohle gefunden wurden. Die Innenseite der nördlichen Endplatte wurde mit zwei großen Äxten verziert, deren Schneide nach oben weisen. 
Südlich der zentralen Kiste weist eine Anordnung von Platten darauf hin, dass es ein weiteres Begräbnis gegeben haben könnte. Es gibt dort zwei aufrechte stehende Platten, von denen eine mit zwei gepickten Kreisen, jeder ungefähr 180 mm im Durchmesser verziert wurde. Die Platte befindet sich im Königlichen Museum Schottlands in Edinburgh. Ein weiteres Grab wurde 3,3 m nordöstlich der zentralen Kiste gefunden. Die ovale in den natürlichen Kies gegrabene Grube misst 1,5 m × 0,7 m und ist 0,8 m tief. Sie enthielt einen Rinderzahn und Bruchstücke von Holzkohle.
In der Nähe befinden sich die Menhire von Nether Largie.